# Исаак Дорбело
Исаак Дорбело (Исаак бар Дорбело, др. варианты написания Дорболо, Дурбал) — французско-еврейский писатель и путешественник XII века.
Раввин. Ученик Рабейну Тама. Дополнил знаменитый литургический сборник — Махзор Витри. В разное время посещал Германию, Чехию, Польшу и Русь, побывал в Киеве. К числу сообщаемых им уникальных сведений относятся древнейшее упоминание еврейской общины в Оломоуце, рассказ о деятельности в Польше купцов-раданитов и цитирование переписки 960 года между евреями Германии и Палестины по поводу ожидания Мессии.